# Mjärhult
Mjärhult är en före detta by/gårdskomplex i Virestads socken i Älmhults kommun.
Byn är främst känd för den kloka gumman Ingeborg i Mjärhult som bott här. Mjärhults huvudbyggnad var i senare tid en rödmålad framkammarstuga men den revs på 1930-talet. På platsen finns resterna av en jordkällare med en inskrift daterad 1836.
Ungefär 200 meter från Mjärhults gårdstomt ligger en äldre tomtning. Förutom källargrund och spår av husgrunder finns här kraftiga terrasser mycket olika lämningar vid andra smålandsgårdar. Enligt lokal tradition är det här platsen för Ingeborgs i Mjärhult gård, och terrasserna resterna efter hennes odlingar av läkeväxter.